# Meknès (prefektur)
Meknès (arabiska: عمالة مكناس, franska: Préfecture de Meknès) är en prefektur i Marocko.   Den ligger i regionen Fès-Meknès, 120 km öster om huvudstaden Rabat. Antalet invånare är 703 363. Arean är 1 786 kvadratkilometer.